# تالیوود
سینمای تلوگو (انگلیسی: Telugu cinema) که بیشتر با نام تالیوود شناخته می‌شود بخشی از سینمای هند و بعد از بالیوود بزرگ‌ترین صنعت فیلم‌سازی هند بشمار می‌رود. اولین فیلم تالیوود در سال ۱۹۲۱ ساخته شد.